# Club Deportivo de Los Altos
El Club Deportivo Yahualica de Los Altos  es un equipo de fútbol que jugaba en la Segunda División de México y actualmente cuenta con un club en la Tercera División de México tiene como sede la ciudad de Yahualica de González Gallo, Jalisco, México. Juegan en su estadio Las Ánimas con capacidad para 12 mil espectadores.
El Club Deportivo de Los Altos como es comúnmente conocido inicia como un proyecto que surge recientemente de iniciativa privada para el fomento del deporte en la zona de los altos de Jalisco ya que la zona no contaba con fútbol de calidad profesional.
La creación del Club ha provocado que se integren jugadores de ciudades de los alrededores e incluso otros estados, dando oportunidad a jugadores nuevos de probar su talento.
El público local ha respondido bien al equipo con partidos en los que asisten hasta 2500 espectadores.

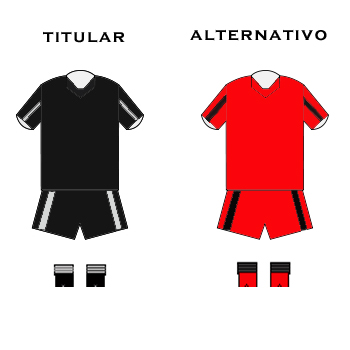
Uniformes, CD Altos
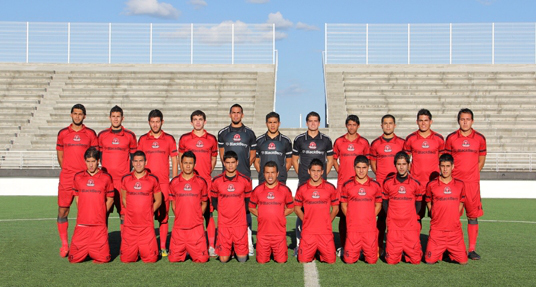
Jugadores Segunda División, CD Altos
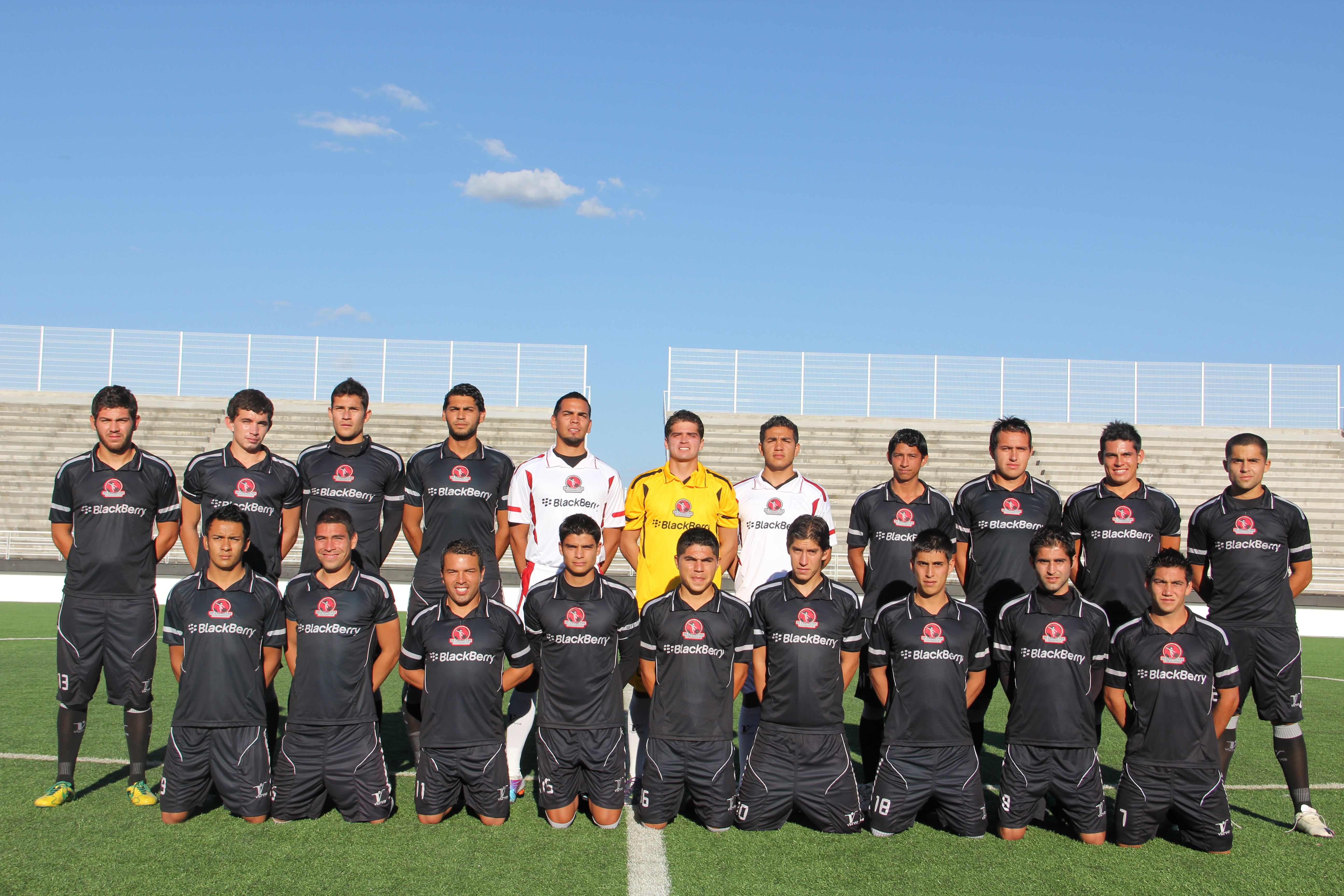
Jugadores Segunda División, CD Altos
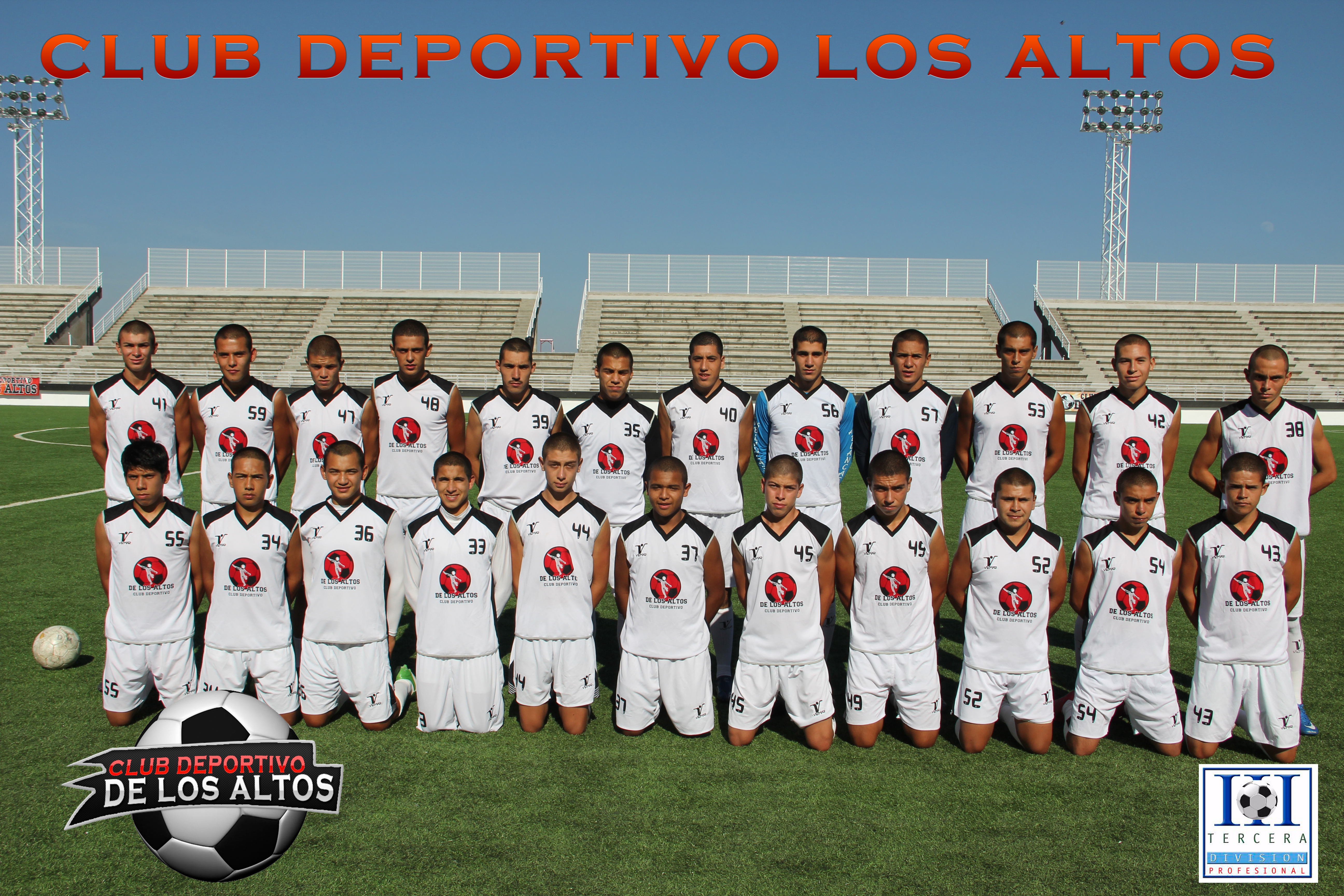
Jugadores Tercera División
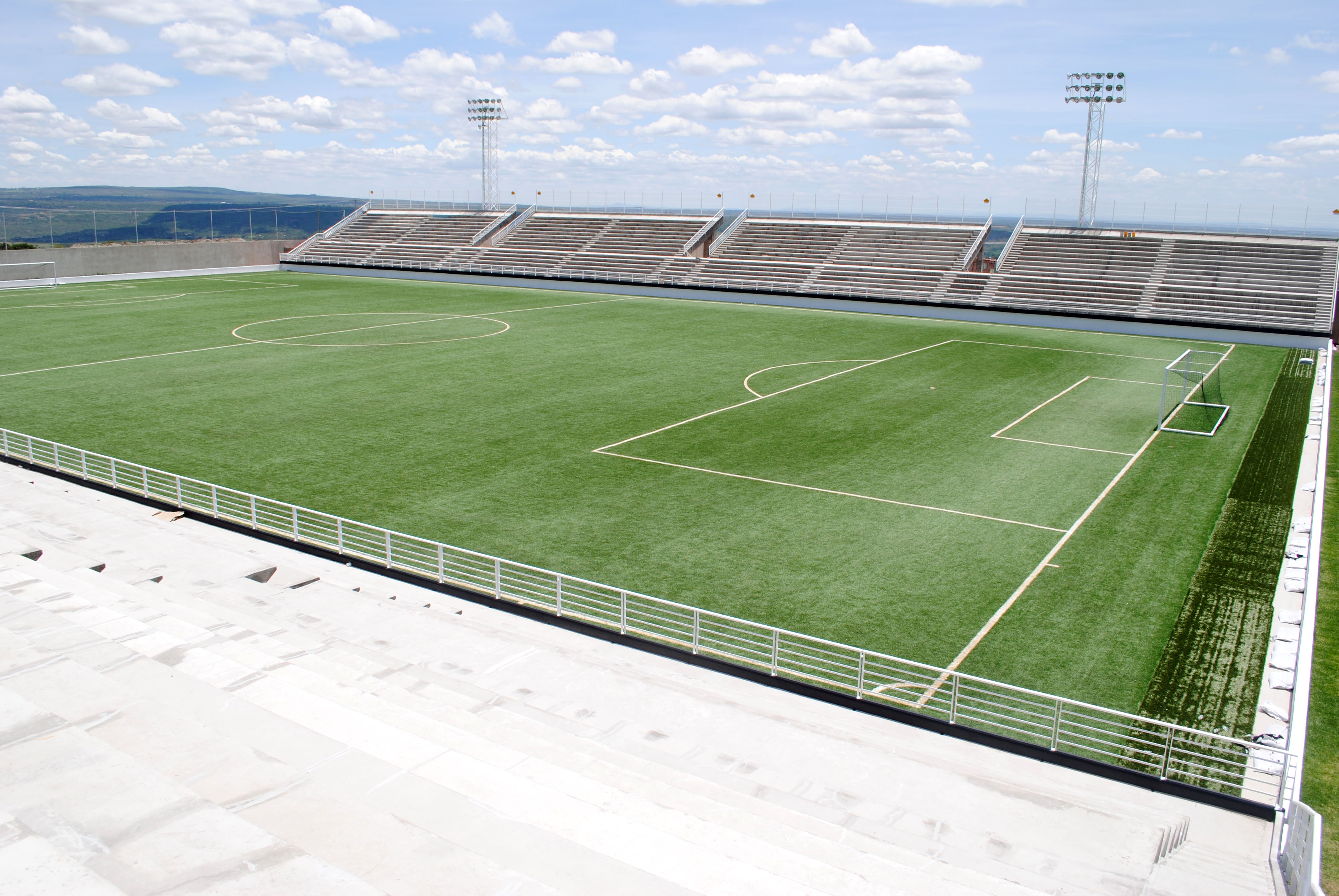
Instalaciones, Club Deportivo Yahualica de los Altos
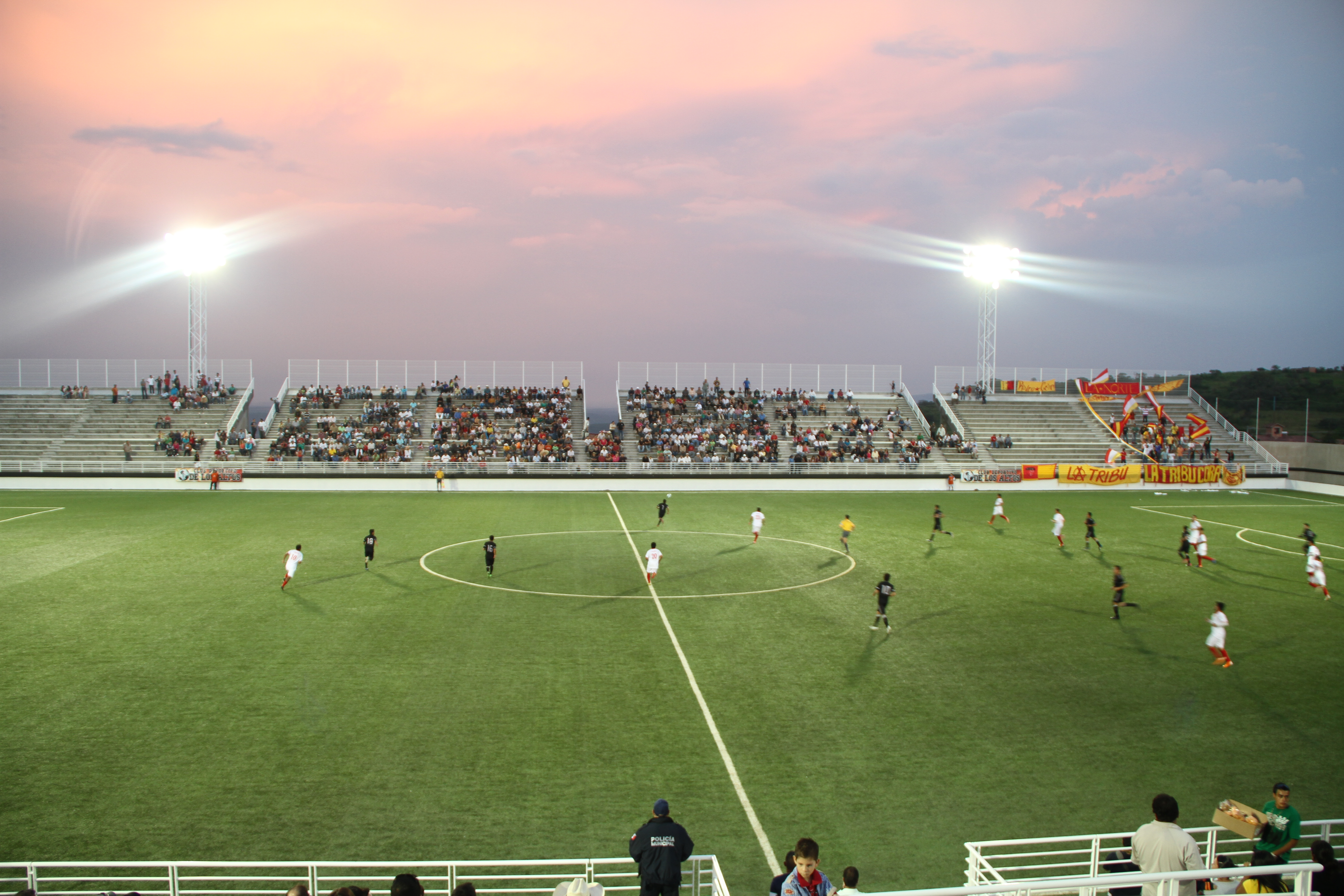
Vista del club durante juego vs. Coras de Tepic
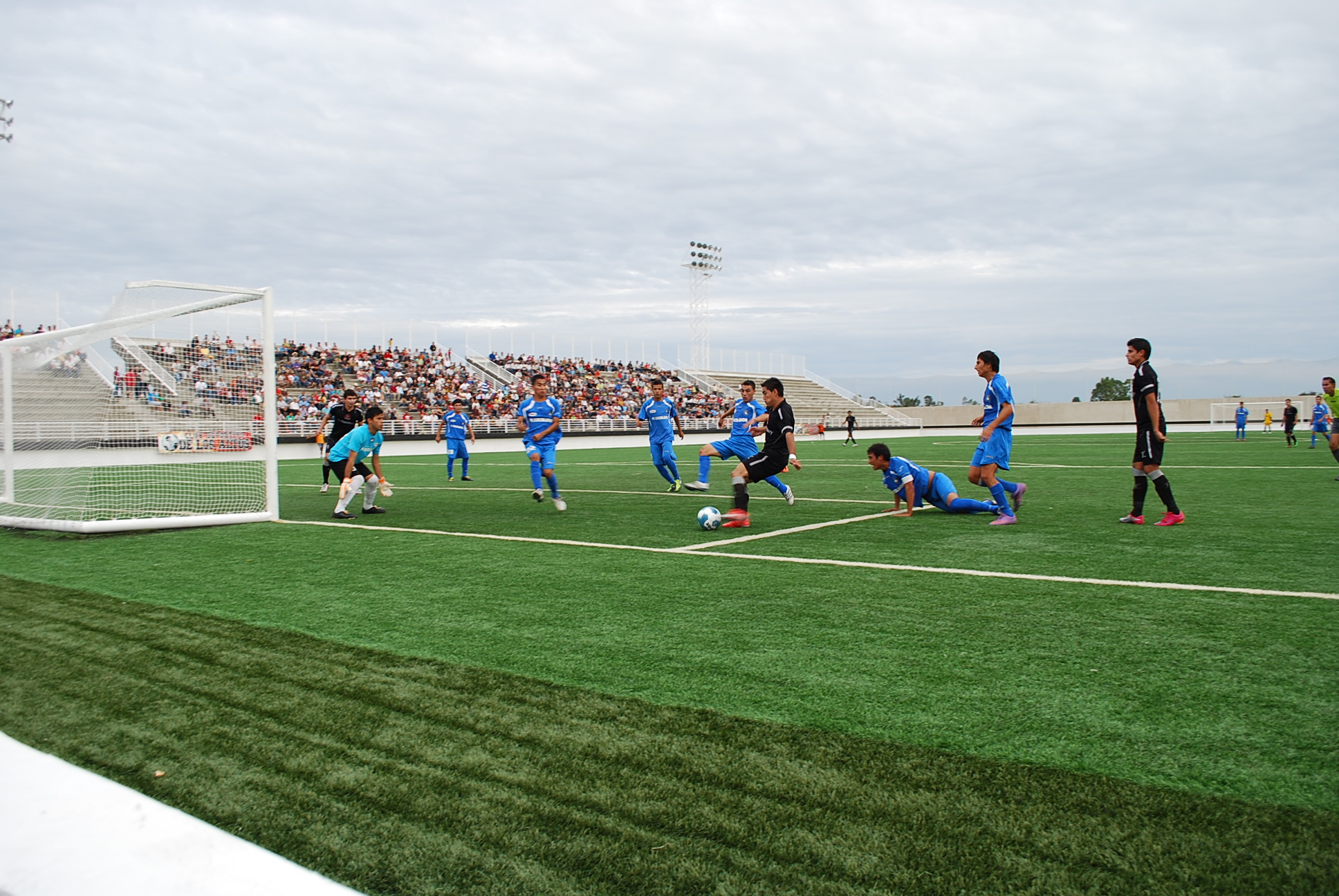
Vista del club durante juego vs. F.C. Exelcior

## Historia
El Club Deportivo de Los Altos fundado (el 1 de julio de 2011) por iniciativa privada de algunos ciudadanos de Yahualica de González Gallo, inició como una idea desde el año 2010 en el que ya se comenzaba a construir las instalaciones, más tarde iría madurando el proyecto y las ideas hasta que en enero del 2011 ya que se estaban terminando las instalaciones, socios del Club se pusieron en contacto con lo que en el futuro sería el cuerpo Técnico del equipo, se formó una plantilla y contactaron a la Femexfut (Federación Mexicana de Fútbol Asociación) para formalizar la situación. 
El nombre Club Deportivo de Los Altos fue decisión unánime de los socios ya que el nombre engloba una amplia zona de Jalisco donde las personas comparten el gusto por el deporte futbolístico.
La creación de los equipos de fútbol de Tercera y Segunda División en el municipio de Yahualica de González Gallo, con su estadio de capacidad para 10 000 espectadores fue debido a que la zona cuenta con grandes entusiastas por el fútbol, además asisten espectadores de municipios como Mexticacan, Nochistlán, Tepatitlán De Morelos, Cañadas de Obregón, Teocaltiche, etc. Creando una asistencia en aumento con cada partido que se juega.
El Club Deportivo Deportivo de Los Altos, a pesar de ser un equipo joven ha demostrado con cada jornada que pasa ser un equipo de buen nivel, demostrándose esto en los resultados que publica la Femexfut.
Para el 2014, el club vendió su franquicia de Segunda División Premier a los Toros Neza, por lo cual ahora solo se quedaron con el equipo de Tercera División que actualmente tienen como sede San José de Gracia Jalisco.

## Liga Premier de Ascenso 2011/2012
El club deportivo de los altos participó en la Liga premier de Ascenso 2011/2012.

### Calendario y resultados Temporada 2011/2012

#### Primera vuelta, resultados
| 14 de agosto de 2011 | Cachorros U. de G. | 0:3 | Club Deportivo de Los Altos                                     | Estadio Jalisco, Guadalajara                                           |                                                                        |
|                      |                    |     | Edson Juárez Robles 25,50' · César Mauricio Contreras Rocha 67' | Asistencia: 500 espectadores Árbitro(s): Diego Montaño Robles (México) | Asistencia: 500 espectadores Árbitro(s): Diego Montaño Robles (México) |

| 20 de agosto de 2011 | Club Deportivo de Los Altos                                            | (4) 2:2 (3) | Vaqueros de Ixtlán                                             | Las Ánimas, Yahualica de González Gallo                                   |                                                                           |
|                      | Francisco Antonio Morett Camacho 44' · Marco Antonio Tovar Frausto 73' |             | Jonathan Martín Morán Leal 61' · Frank Alonso Parra Elenes 63' | Asistencia: 1000 espectadores Árbitro(s): Édgar Homero Ruiz Díaz (México) | Asistencia: 1000 espectadores Árbitro(s): Édgar Homero Ruiz Díaz (México) |

| 27 de agosto de 2011 | Águilas Reales de Zacatecas | 1:1 | Club Deportivo de Los Altos   | Francisco Villa, Zacatecas                                                |                                                                           |
|                      | Edson Juárez Robles 78'     |     | José Luis Gómez Rodríguez 34' | Asistencia: 150 espectadores Árbitro(s): José Luis Muñoz Pantoja (México) | Asistencia: 150 espectadores Árbitro(s): José Luis Muñoz Pantoja (México) |

| 3 de septiembre de 2011 | Club Deportivo de Los Altos                                                                      | 3:0 | U. A. Tamaulipas | Las Ánimas, Yahualica de González Gallo                                   |                                                                           |
|                         | Edson Juárez Robles 47' · Marco Antonio Tovar Frausto 54' · Édgar de Jesús Morales Hernández 64' |     |                  | Asistencia: 1000 espectadores Árbitro(s): Govani Hernández López (México) | Asistencia: 1000 espectadores Árbitro(s): Govani Hernández López (México) |

| 9 de septiembre de 2011 | Real Saltillo Soccer | 0:5 | Club Deportivo de Los Altos | Estadio Olímpico Francisco I. Madero, Saltillo                               |                                                                              |
|                         |                      |     | Francisco Antonio Morett Camacho 15' · Edson Juárez Robles 17,33' · Francisco Javier Félix Urzúa 73' · César Mauricio Contreras Rocha 80' | Asistencia: 3000 espectadores Árbitro(s): Miguel Ángel García Garza (México) | Asistencia: 3000 espectadores Árbitro(s): Miguel Ángel García Garza (México) |

| 17 de septiembre de 2011 | Club Deportivo de Los Altos                                 | 4:1 | Club Deportivo Tepic  | Las Ánimas, Yahualica de González Gallo            |                                                    |
|                          | Éder Castro 8, 30' · Francisco Fénix 13' · Edson Vargas 29' |     | Giovanni Arellano 44' | Asistencia: 1500 espectadores Árbitro(s): (México) | Asistencia: 1500 espectadores Árbitro(s): (México) |

| 24 de septiembre de 2011 | Club Deportivo de Los Altos                                                                                         | 3:2 | F.C. Excelsior                          | Las Ánimas, Yahualica de González Gallo                                         |                                                                                 |
|                          | César Mauricio Contreras Rocha 61' · César Mauricio Contreras Rocha 70' · Édder Gerardo Cornejo Martínez Branco 87' |     | Marcelo Eduardo Aguas Villarreal 11,55' | Asistencia: 2000 espectadores Árbitro(s): Julio César Mondragón Robles (México) | Asistencia: 2000 espectadores Árbitro(s): Julio César Mondragón Robles (México) |

| 30 de septiembre de 2011 | U. A. Chihuahua        | 1:2 | Club Deportivo de Los Altos                                        | Olímpico Universitario José Reyes Baeza, Chihuahua                        |                                                                           |
|                          | Hugo García Ávalos 46' |     | Francisco Javier Félix Urzúa 18' · Marco Antonio Tovar Frausto 67' | Asistencia: 300 espectadores Árbitro(s): Adrián Jiménez Enríquez (México) | Asistencia: 300 espectadores Árbitro(s): Adrián Jiménez Enríquez (México) |

| 8 de octubre de 2011 | Club Deportivo de Los Altos | (2) 1:1 (4) | Tampico Madero                               | Las Ánimas, Yahualica de González Gallo                                           |                                                                                   |
|                      | Wálter Estrada Luevano 25'  |             | Eduardo Esteban García de León Velázquez 74' | Asistencia: 2500 espectadores Árbitro(s): Émerson Gustavo Zamora Ramírez (México) | Asistencia: 2500 espectadores Árbitro(s): Émerson Gustavo Zamora Ramírez (México) |

| 14 de octubre de 2011 | Unión de Curtidores   | (4) 1:1 (5) | Club Deportivo de Los Altos | La Martinica, León                                                         |                                                                            |
|                       | Raúl Estrada Ávila 1' |             | Edson Juárez Robles 18'     | Asistencia: 500 espectadores Árbitro(s): Jesús Bisguerra Mendiola (México) | Asistencia: 500 espectadores Árbitro(s): Jesús Bisguerra Mendiola (México) |

| 22 de octubre de 2011 | Club Deportivo de Los Altos                               | (3) 1:1 (4) | Loros Universidad de Colima                               | Las Ánimas, Yahualica de González Gallo                                   |                                                                           |
|                       | Joban Chesuaff Trillas Leos 28' · Edson Juárez Robles 81' |             | Daniel Silva Cordero 57' · Vihanney Hiram Ruiz Méndez 83' | Asistencia: 1500 espectadores Árbitro(s): Édgar Homero Ruiz Díaz (México) | Asistencia: 1500 espectadores Árbitro(s): Édgar Homero Ruiz Díaz (México) |

| 28 de octubre de 2011 | Chivas Rayadas                     | (4) 1:1 (5) | Club Deportivo de Los Altos | Verde Valle, Zapopan                                                       |                                                                            |
|                       | Írving Rolando Ávalos González 31' |             | Víctor Hugo Ruiz Rojas 66'  | Asistencia: 450 espectadores Árbitro(s): Adonái Escobedo González (México) | Asistencia: 450 espectadores Árbitro(s): Adonái Escobedo González (México) |

| 5 de noviembre de 2011 | Club Deportivo de Los Altos | -:- | Bravos de Nuevo Laredo | Las Ánimas, Yahualica de González Gallo         |  |
|                        |                             |     |                        | Asistencia: - espectadores Árbitro(s): (México) |  |

## Cuerpo técnico
Tercera División
| Nombre                        | Puesto            |
| ----------------------------- | ----------------- |
| Ángel Ramírez Cabrera         | Director técnico  |
| Pérez Contrera Moisés Orlando | Asistente técnico |
| Jiménez Martínez Arturo       | Médico            |
| Parra López Hugo Adrián       | Preparador físico |
| Vázquez Cristian Jesús        | Utilero           |

## Estadio

### Estadio Las Ánimas
Desde sus inicios, el Club Deportivo de Los Altos ejerció en el nuevo estadio Las Ánimas con capacidad de 12 000 espectadores en la localidad de Yahualica, Jalisco, con dirección en kilómetro 4.5, Carretera Yahualica-Teocaltiche. Una vez terminado el estadio, inmediatamente se comenzó a trabajar en el mismo. Las instalaciones incluyen gimnasio, áreas recreativas, y su propia casa club, donde habitan los jugadores del equipo. El equipo ha creado cierto interés por los habitantes, alentando a su equipo los sábados la ya nombrada Barra el Desorden.

## Presidentes
- 2011-2012:  Lic. Glen Hamet Lobato Blanco